# Hammadydzi

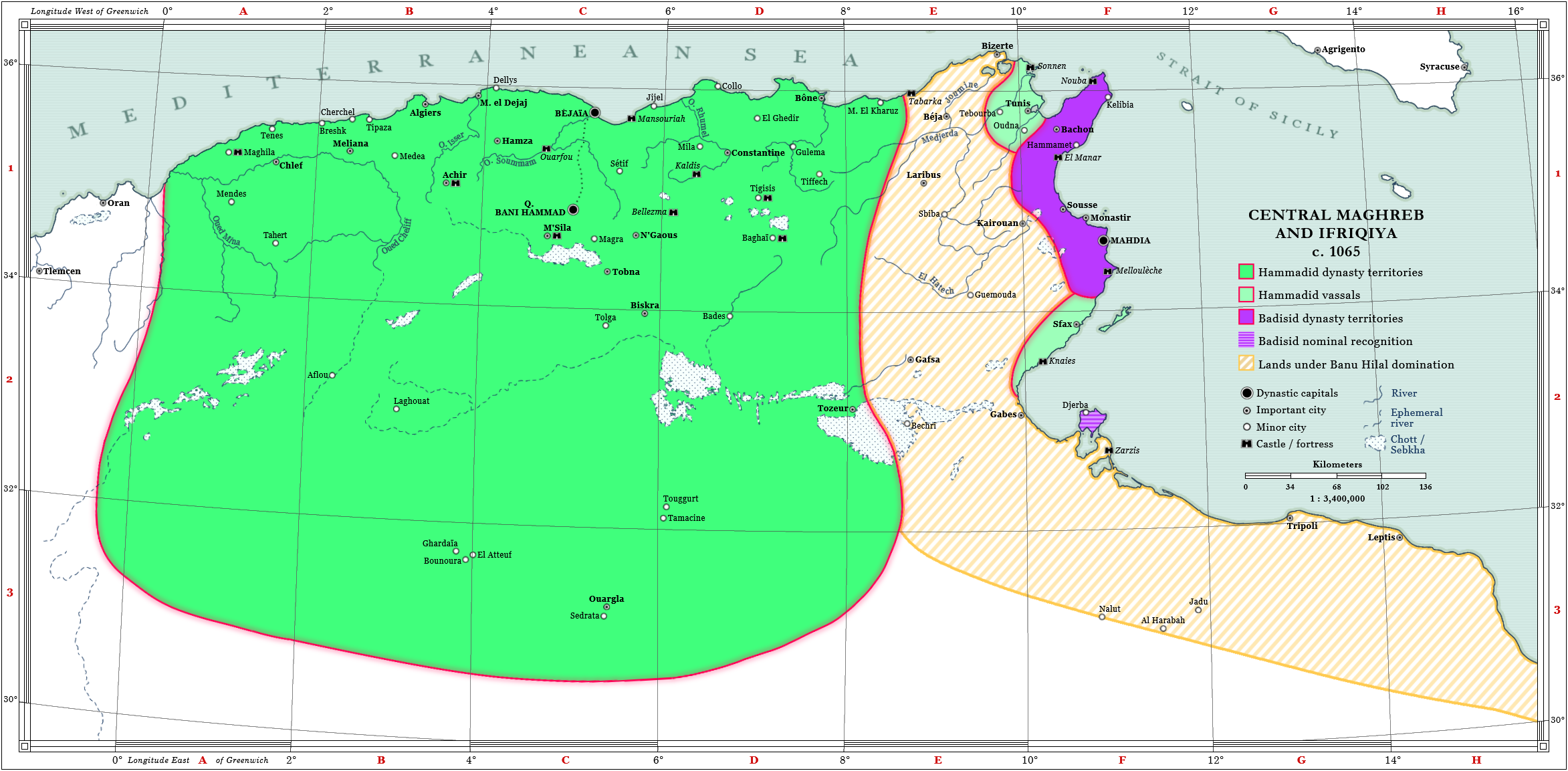
Na zielono tereny pod panowaniem Beni Hammad oraz uznające ich zwierzchność

Hammadydzi, Beni Hammad – berberyjska dynastia, która rządziła obszarem odpowiadającym mniej więcej współczesnej wschodniej Algierii w latach 1007–1152.
Hammadydzi (Beni Hammad) wywodzili się z Kabyli i stanowili odgałęzienie dynastii Zirydów. Należeli do koczowniczej berberskiej grupy etnicznej Zenaga (po arabsku Sanhadża). Rządzili obszarem odpowiadającym mniej więcej współczesnej wschodniej Algierii przez około półtora wieku (1008–1152). Wkrótce po dojściu do władzy odrzucili doktrynę ismailizmu Fatymidów i powrócili do sunnizmu malikickiego uznając Abbasydów za prawowitych kalifów. Na krótko udało im się opanować Fez w Maroku w 1038 lub 1039 i w 1062. Upadek rządów Hammadydów nastąpił, gdy osłabieni przez wtargnięcie arabskich Beduinów z plemion Banu Hilal (Beni Hilal), zostali zniszczeni przez Almohadów.
Pierwszą stolicą Hammadydów było El Kalaa (El Kalaa Beni Hammad) wybudowane na początku XI wieku w górach Hodna (Dżebel Maadid). Następnie w 1090 przenieśli swoją stolicę do nadmorskiej Bidżaji pod wpływem zagrożenia ze strony przez Beduinów Banu Hilal.

## Władcy Hammadydów
- Hammad ibn Buluggin, 1007-1028
- al-Kaid ibn Hammad, 1028-1045
- Muhsin ibn Kaid, 1045-1046
- Buluggin ibn Muhammad ibn Hammad, 1046-1062
- an-Nasir ibn Alnas ibn Hammad, 1062-1088
- al-Mansur ibn Nasir, 1088-1105
- Badis ibn Mansur, 1105
- Abd al-Aziz ibn Mansur, 1105-1121
- Jahja ibn Abd al-Aziz, 1121-1152